# Zelia apicalis
Zelia apicalis är en tvåvingeart som först beskrevs av Robineau-desvoidy 1830.  Zelia apicalis ingår i släktet Zelia och familjen parasitflugor. Inga underarter finns listade i Catalogue of Life.